# Charles Howard Hinton
Charles Howard Hinton (Regno Unito, 1853 – Washington, 30 aprile 1907) è stato uno scrittore britannico di fantascienza, autore di quel genere che può definirsi romanzo scientifico.
Si interessò alle dimensioni che superano le tre più conosciute, specialmente alla quarta dimensione: Hinton è noto per aver coniato il termine tesseract (tesseratto) e per il suo lavoro sui metodi di visualizzazione geometrica delle dimensioni superiori. Si interessò inoltre di teosofia.

## Biografia
Charles Howard Hinton insegnò al Cheltenham Ladies College mentre studiava a Oxford dove si laureò in matematica nel 1877. Dal 1880 al 1886 insegnò alla Uppingham School di Rutland, scuola in cui insegnava anche Howard Candler, un amico di Edwin Abbott Abbott. Hinton conseguì il suo diploma post laurea sempre ad Oxford nel 1886. Hinton fu condannato per bigamia per aver sposato sia Mary Ellen (figlia di Mary Everest Boole e George Boole, il fondatore della logica matematica) sia Maud Wheldon. Rimase un solo giorno in prigione, nel 1886 fuggì in Giappone con Mary Ellen ma successivamente, nel 1893, fu assunto all'Università di Princeton come insegnante di matematica.
In un saggio del 1880 intitolato Che cosa è la quarta dimensione? Hinton suggerì che i punti che si muovono nello spazio a tre dimensioni potrebbero essere immaginati come intersezioni successive di una statica disposizione quadridimensionale delle linee passanti attraverso un piano tridimensionale, un'idea che ha anticipato le nozioni di linea oraria (world line) e di quarta dimensione assimilabile al tempo presenti nella teoria della relatività di Albert Einstein, nonostante Hinton non se lo sarebbe aspettato e l'articolo fosse soprattutto incentrato sulle possibilità di una quarta dimensione spaziale.
Hinton in seguito introdusse un sistema di cubi colorati attraverso lo studio del quale era possibile imparare a visualizzare lo spazio quadridimensionale (Casting out the Self, 1904). Il sistema richiedeva molto esercizio, e in seguito qualcuno sostenne che questi cubi avevano portato più persone brillanti alla follia.
Hinton ha coniato parecchi neologismi per descrivere gli elementi nella quarta dimensione.  Secondo l'Oxford English Dictionary, in primo luogo ha utilizzato il termine tessaract nel 1888 nel suo saggio Una nuova era del pensiero (successivamente cambierà la parola in tesseract). Inoltre ha inventato il termine katà (dal greco: "giù da") e anà (dal greco: "su verso") per descrivere le direzioni quadridimensionali opposte – le 4D risultanti dalle coppie di opposti di sinistra-destra, avanti-indietro, e su-giù. Alla fine della sua vita, Hinton divenne ispettore dei brevetti chimici per l'ufficio brevetti degli Stati Uniti. Morì all'improvviso per emorragia cerebrale il 30 aprile 1907.

### Il confronto con Abbott
I racconti scientifici di Hinton, compreso Che cosa è la quarta dimensione? e Un mondo piatto, furono pubblicati in una serie di nove opuscoli da Swan Sonnenschein & Co., tra il 1884 e il 1886. Nell'introduzione a Un mondo piatto, Hinton si riferì al recente Flatlandia: Racconto fantastico a più dimensioni di Edwin Abbott Abbott, spiegando che aveva un disegno simile ma un'intenzione differente. Secondo Hinton, Abbot usava le storie come un palcoscenico su cui mettere la sua satira e le sue lezioni, mentre Hinton nel suo lavoro diceva di volere soprattutto ragionare sui fatti concreti. Il mondo di Hinton esisteva più sulla superficie di una sfera che sulla superficie di un piano. Strinse ancor più il suo collegamento ad Abbott scrivendo Un episodio su Flatlandia: o come un semplice quadrato scoprì la terza dimensione, del 1907.

### Invenzioni
Nel 1897 progettò una pitching machine, una lanciappalle da baseball meccanica, che fu usata durante l'allenamento della squadra di baseball di Princeton. Secondo una fonte la sua spara-palle provocò parecchie ferite e Hinton potrebbe essere considerato parzialmente responsabile della sconfitta della squadra di quell'anno.
In seguito introdusse con successo la sua macchina all'università del Minnesota, in cui Hinton lavorò come assistente universitario fino al 1900, quando si dimise per spostarsi all'Osservatorio navale degli Stati Uniti a Washington.

## Influenza culturale
Hinton è uno dei molti pensatori astrusi che circolano nel pantheon di scrittori di Jorge Luis Borges. Hinton è menzionato nel racconto di Borges Il miracolo segreto.
(J. L. Borges)
Hinton è citato varie volte nel celebre graphic novel di Alan Moore From Hell e le sue teorie riguardanti la forma della quarta dimensione sono alla base del capitolo finale del libro. Suo padre, James Hinton, compare nei capitoli quarto e decimo.
Di Hinton e delle sue teorizzazioni della quarta dimensione nonché del tesseract narra a più riprese Mircea Cărtărescu nel suo romanzo Solenoid, 2015 (Solenoide, a cura di Bruno Mazzoni, Milano, il Saggiatore, 2020).
Hinton è il personaggio principale della commedia di Carlos Atanes Un genio olvidado (Un rato en la vida de Charles Howard Hinton). Lo spettacolo ha debuttato a Madrid nel 2015 è stato pubblicato nel 2017 ISBN 978-1546636892.

## Opere (parziale)
- What Is the Fourth Dimension? (1884)
- A Plane World (1884)
- A Picture of Our Universe (1884)
- Many Dimensions (1885)
- An Unfinished Communication (1885)
- A New Era of Thought (1888)
- The Fourth Dimension (1904)
- The Recognition of the Fourth Dimension (1902)
- An Episode of Flatland, (1907)
- Speculations on the Fourth Dimension, Selected Writings of Charles H. Hinton, Copyright 1980 by Dover Publications, Inc., ISBN 0-486-23916-0, LC 79-54399. Newton Free Library, Newton, Mass., 530.11, H59S, 1980